# Buřany
Buřany jsou malá horská osada, část města Jablonec nad Jizerou v okrese Semily. Leží v nadmořské výšce 498 metrů v údolí Františkovského potoka asi 1,5 kilometru východně Jablonce nad Jizerou.
Buřany je také název katastrálního území o rozloze 5,12 km². V katastrálním území Buřany leží i Dolní Dušnice, Hradsko, Končiny a Vojtěšice.

## Historie
První písemná zmínka o vesnici pochází z roku 1720.

## Obyvatelstvo
|        | 1869 | 1900 | 1913 | 1930 | 1950 | 1970 | 1991 |
| ------ | ---- | ---- | ---- | ---- | ---- | ---- | ---- |
| Buřany | 931  | 1124 | 1000 | 853  | 530  | 521  | 335  |

## Divadlo
V roce 1886 byl založen DO SDH Buřany, režisérem Josefem Šimůnkem. Bylo pořízeno jeviště s šesti proměnami. Roku 1899 bylo staré jeviště prodáno a koupeno větší, o 12 proměnách, za 810 korun.
Koncem 19. století zde řídící učitel Mozr dále založil spolek Hospodářská beseda, ta hrála 3–4 divadelní hry ročně.
Opona zobrazuje kněžnu Libuši. Společně se zhruba deseti kulisami je uložena v depozitáři Krkonošského muzea v Jilemnici, autorem byl jistý Jan Lev.

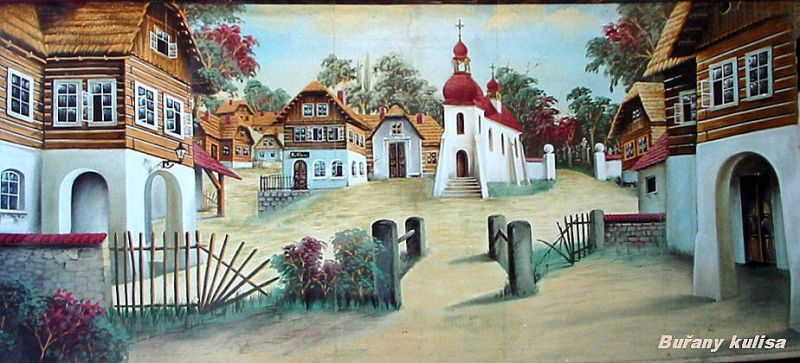
Buřanské divadelní kulisy: náves
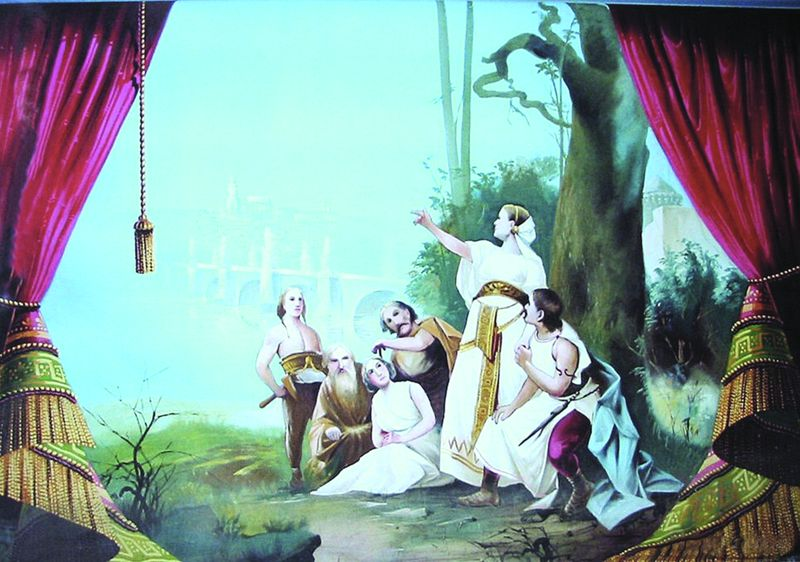
Jan Lev: malovaná opona Libušina věštba pro divadlo v Buřanech
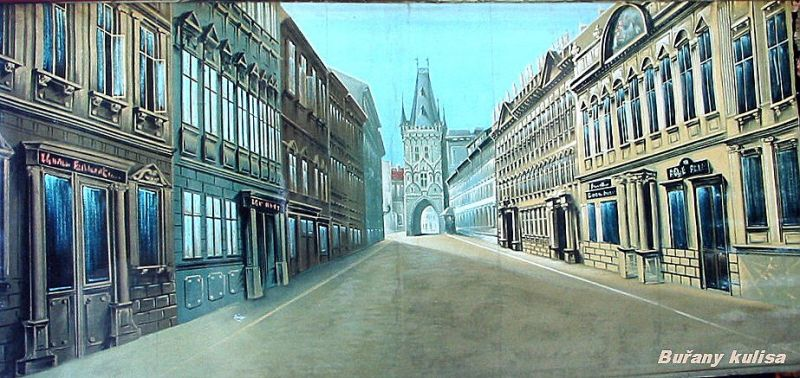
Buřanské divadelní kulisy: Praha

### Divadelní soubory
- Hasiči (od 1886 do 194?)
- Hospodářská beseda (od 189× do 189?)
- Charita (od 19xx do 194?)
- Sokol (od 1919 do 192?)
- Školní soubor (od 1946 do 194?)

## Kulturní akce

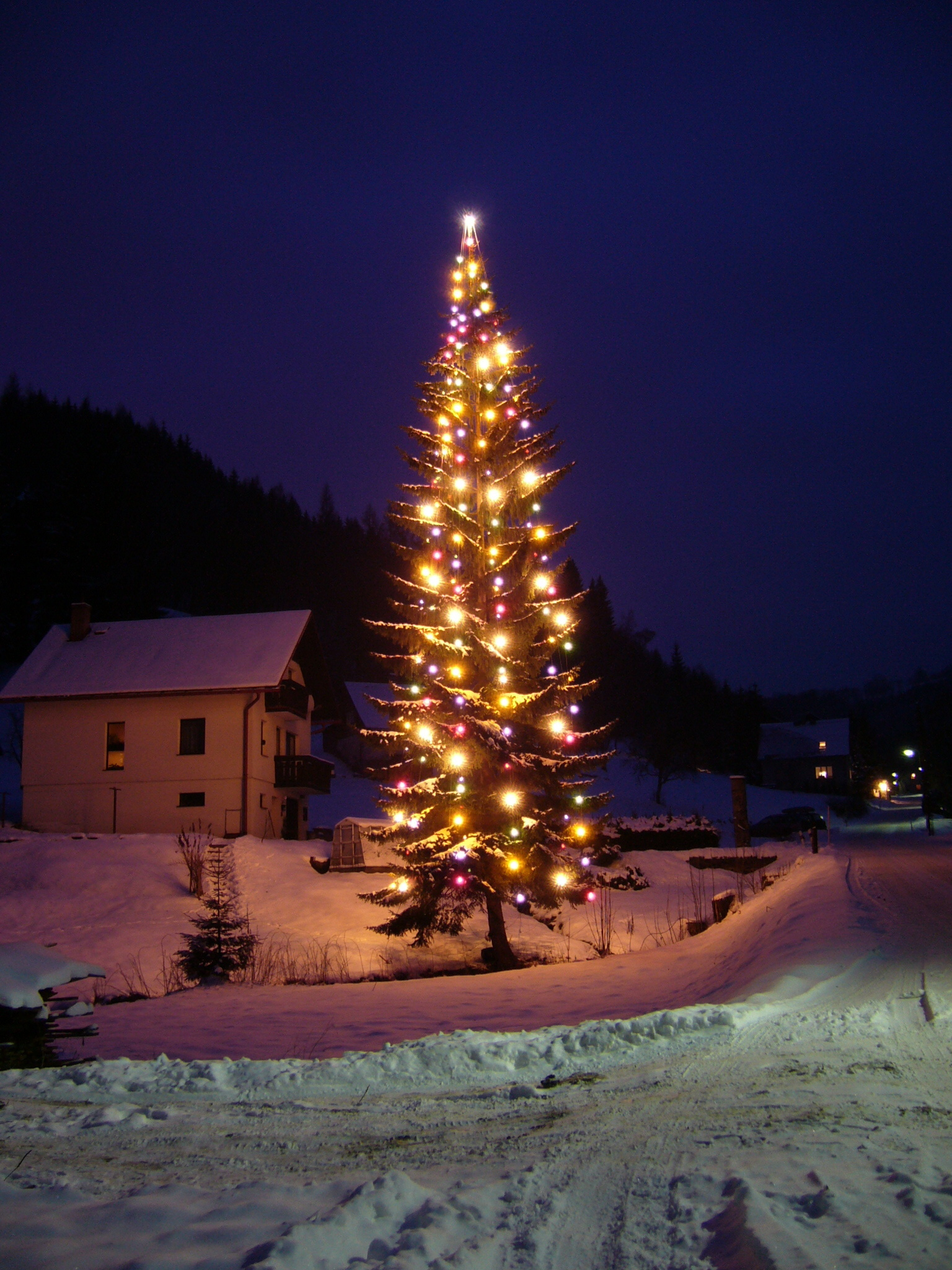
Vánoční strom v Buřanech

- Rozsvěcení Vánočního stromu – začátkem prosince
- Slet čarodějnic na přelomu dubna a května
- Pálení Jana Husa

## Pamětihodnosti
- První zmínka o Janatově mlýnu je datována rokem 1767 a jeho nejstarší dochovaná část – přízemí je dílem stavitele Jana Bouzka ze Tříče. Rodina Janatova koupila mlýn v roce 1841 a vlastnila jej a udržovala až do roku 2006. Během tohoto období se na mlýně vystřídalo několik mlynářských generací. Areál mlýna tvoří vlastní mlýn, stáje, stodoly, kůlny, mléčnice, včelín, náhon a česle. K němu náleží i více než dvousetletý bukový les. Mlýn byl původně dvoupodlažní. V roce 1881 došel k přístavbě mlýnice i podlaží a následně v roce 1913 byly provedeny i další stavební úpravy, které se do současnosti nezměnily Vodní kolo má dataci roku 1903. Bylo v provozu do roku 1919. Na jaře roku 1920 bylo nahrazeno Francisovou turbínou firmy Českomoravská Kolben – Daněk o výkonu 10 HP. Provoz mlýna byl ukončen úředním výnosem 13. srpna 1951. Mlýn z let 1767–1950 bývá několikrát ročně otevřen veřejnosti. Od roku 2014 je národní kulturní památkou.
- Památník obětem první a druhé světové války

## Fotogalerie

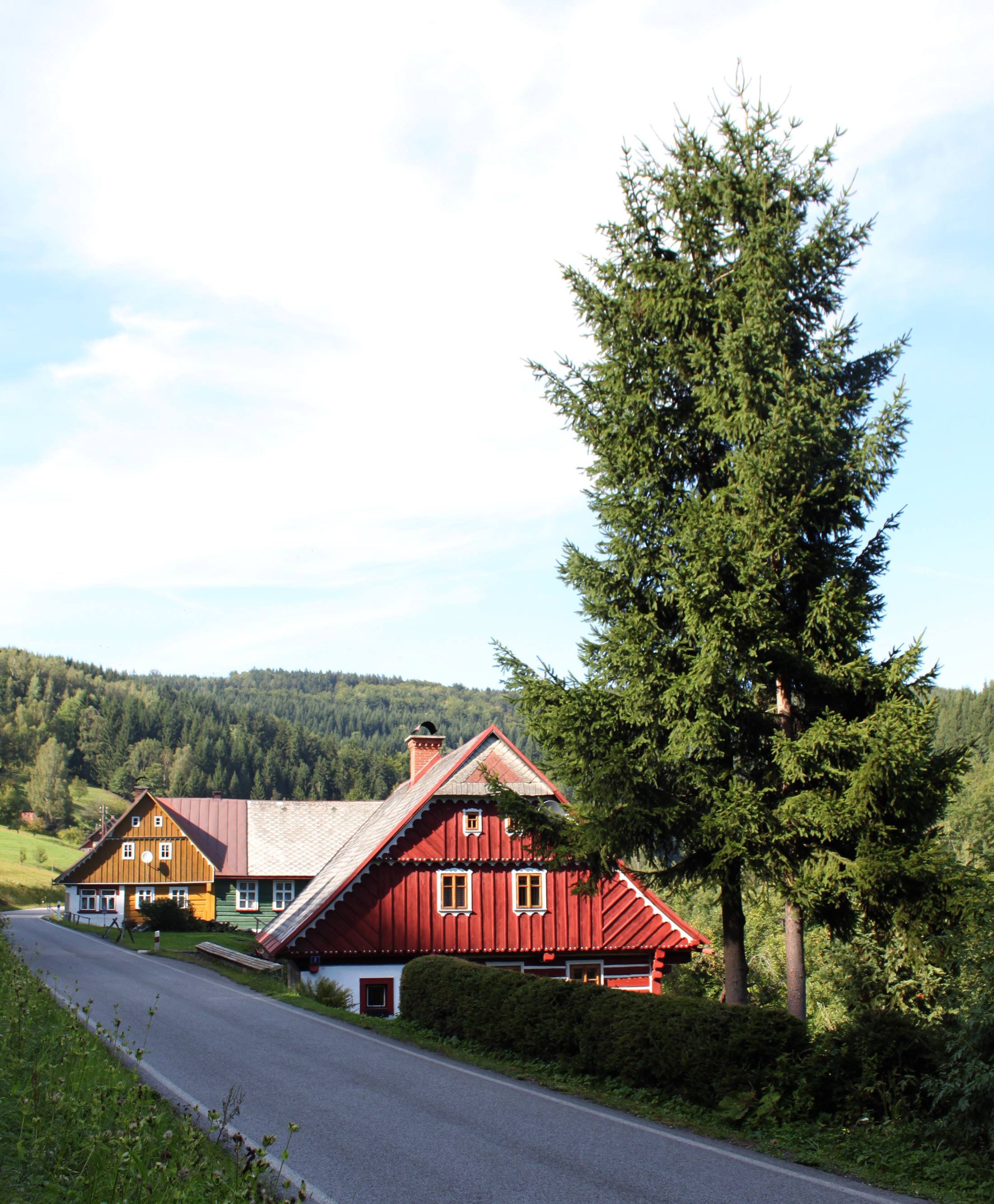
Bývalé divadlo a hostinec
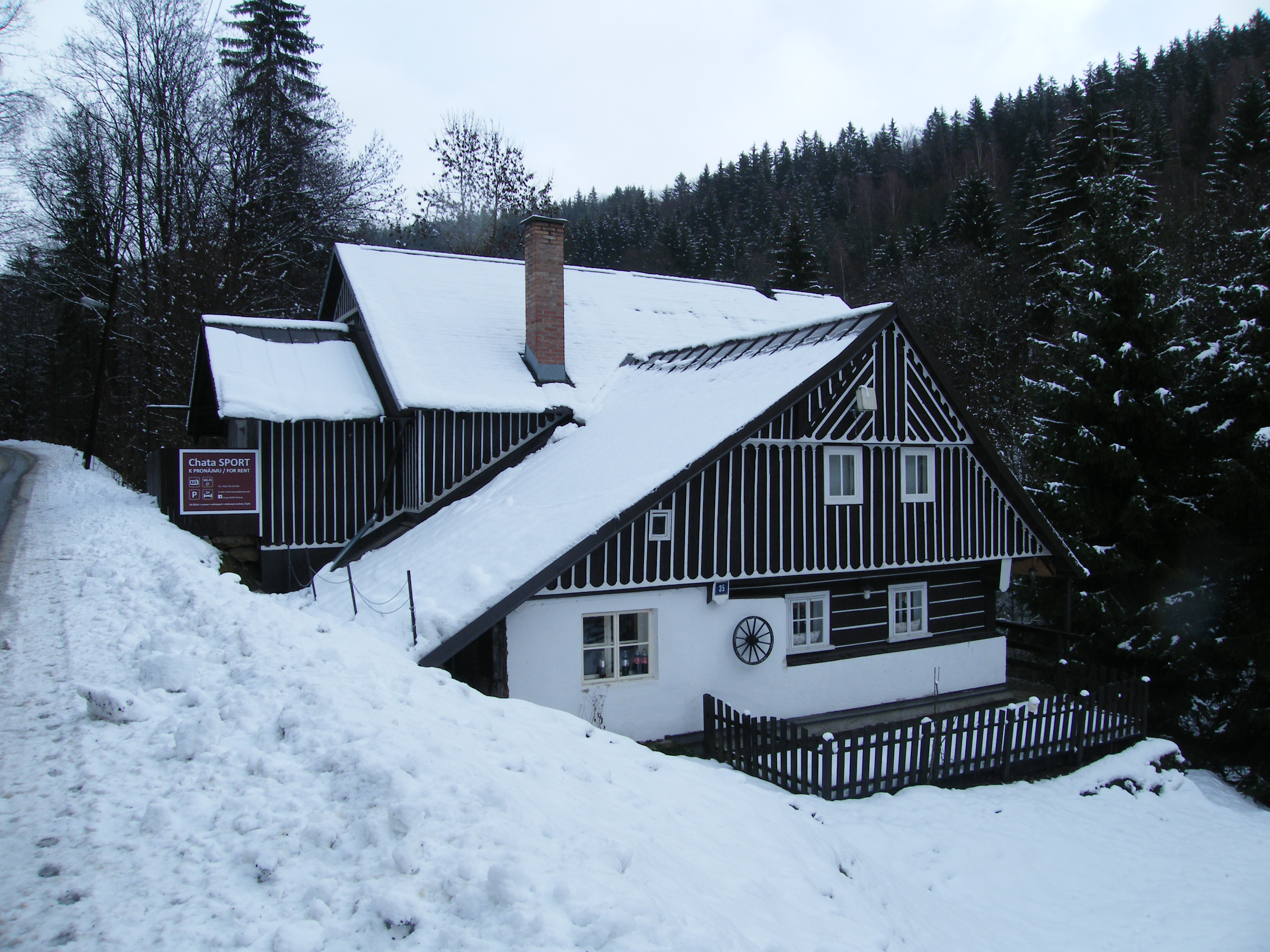
Penzion Sport
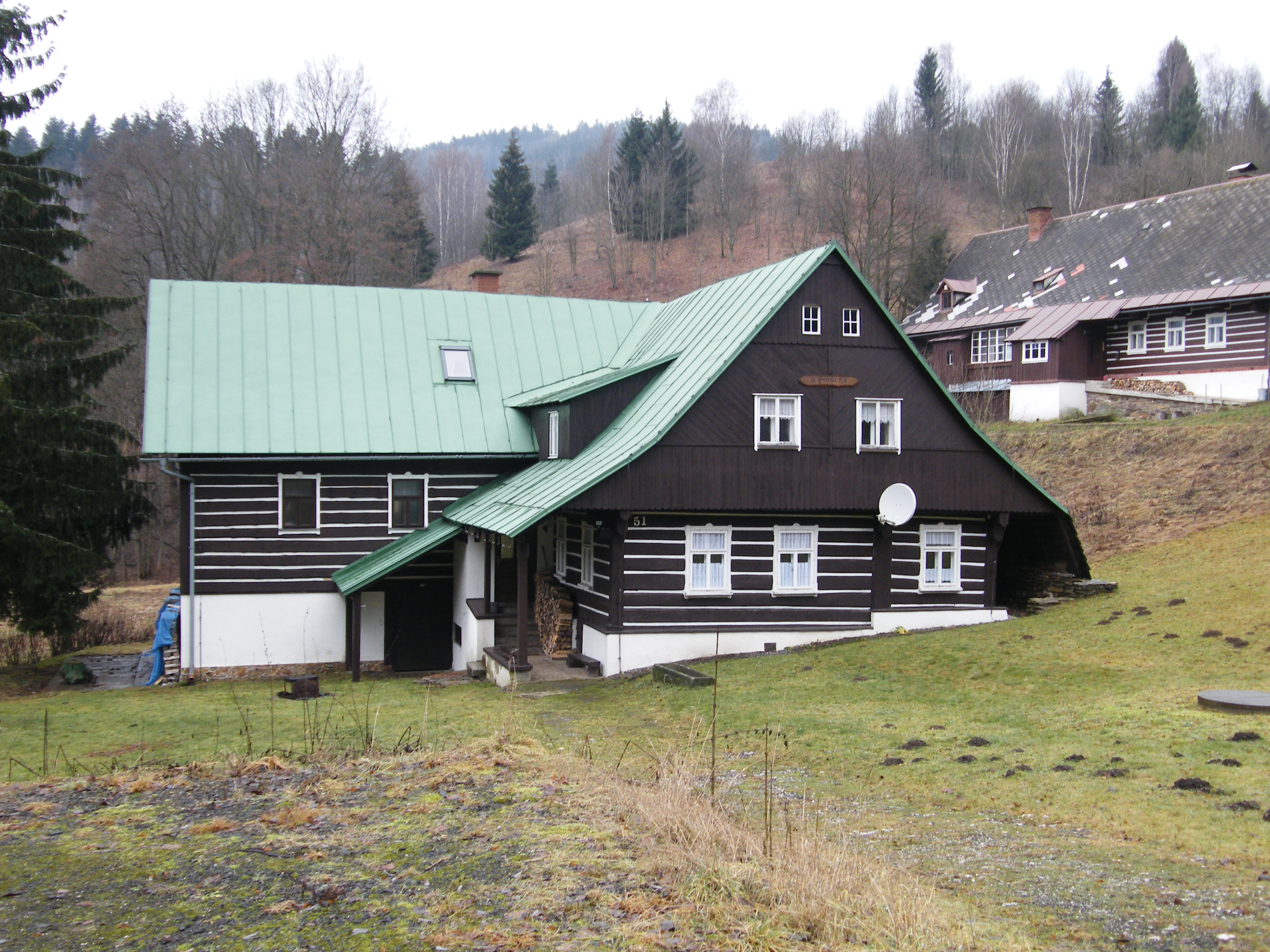
Bývalý hostinec U Potůčku
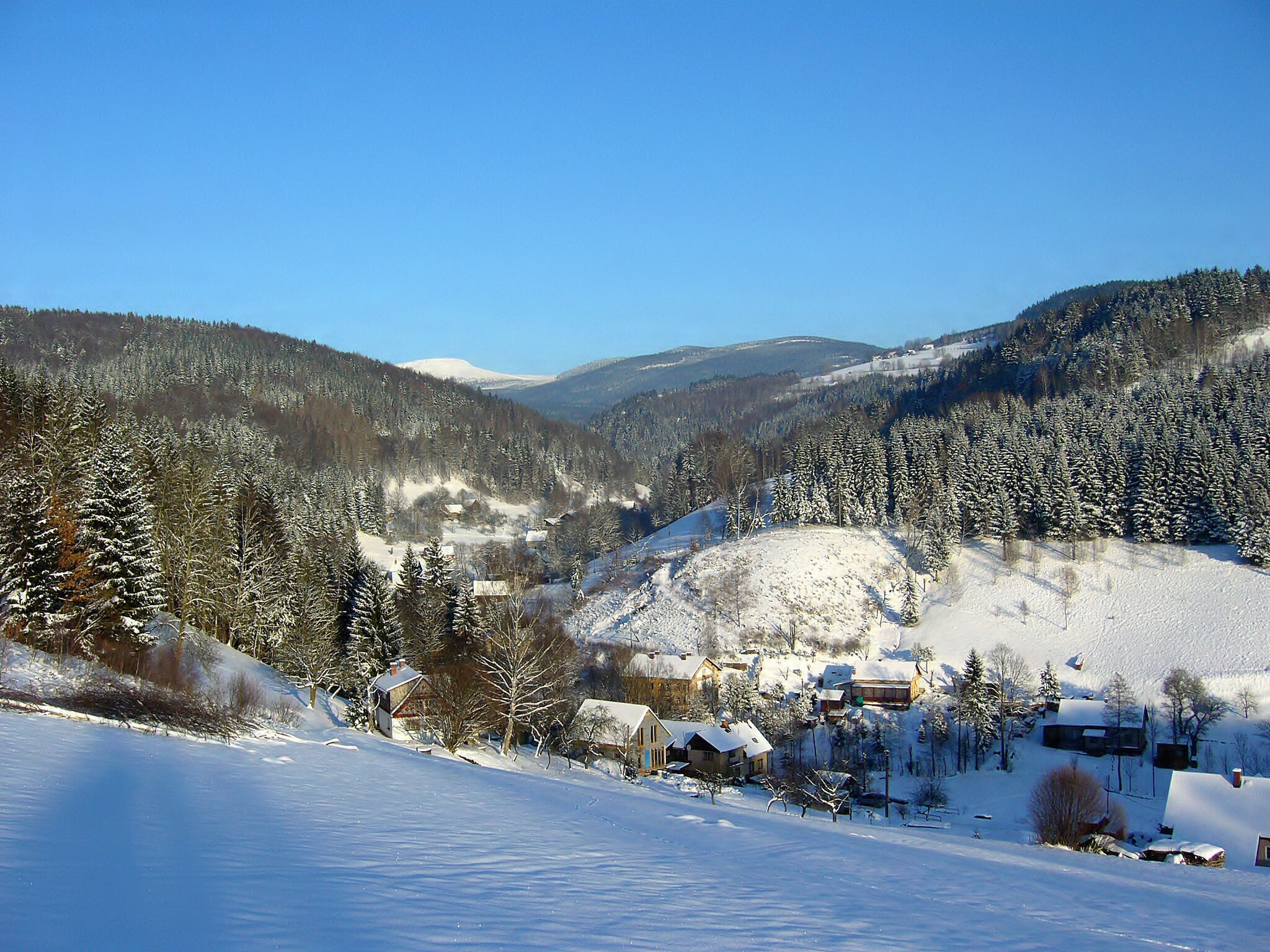
Pohled z Rozsoch
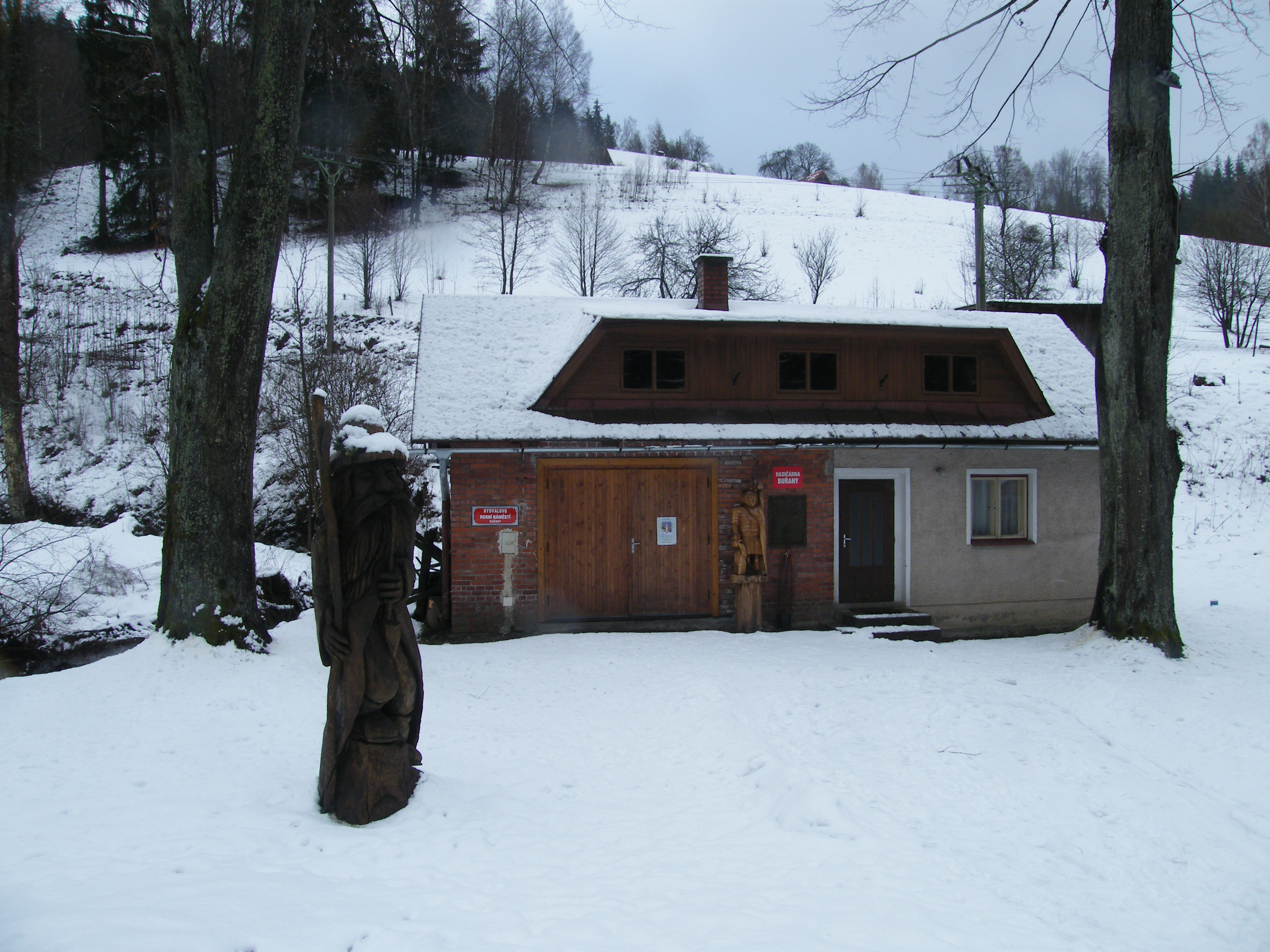
Hasičárna
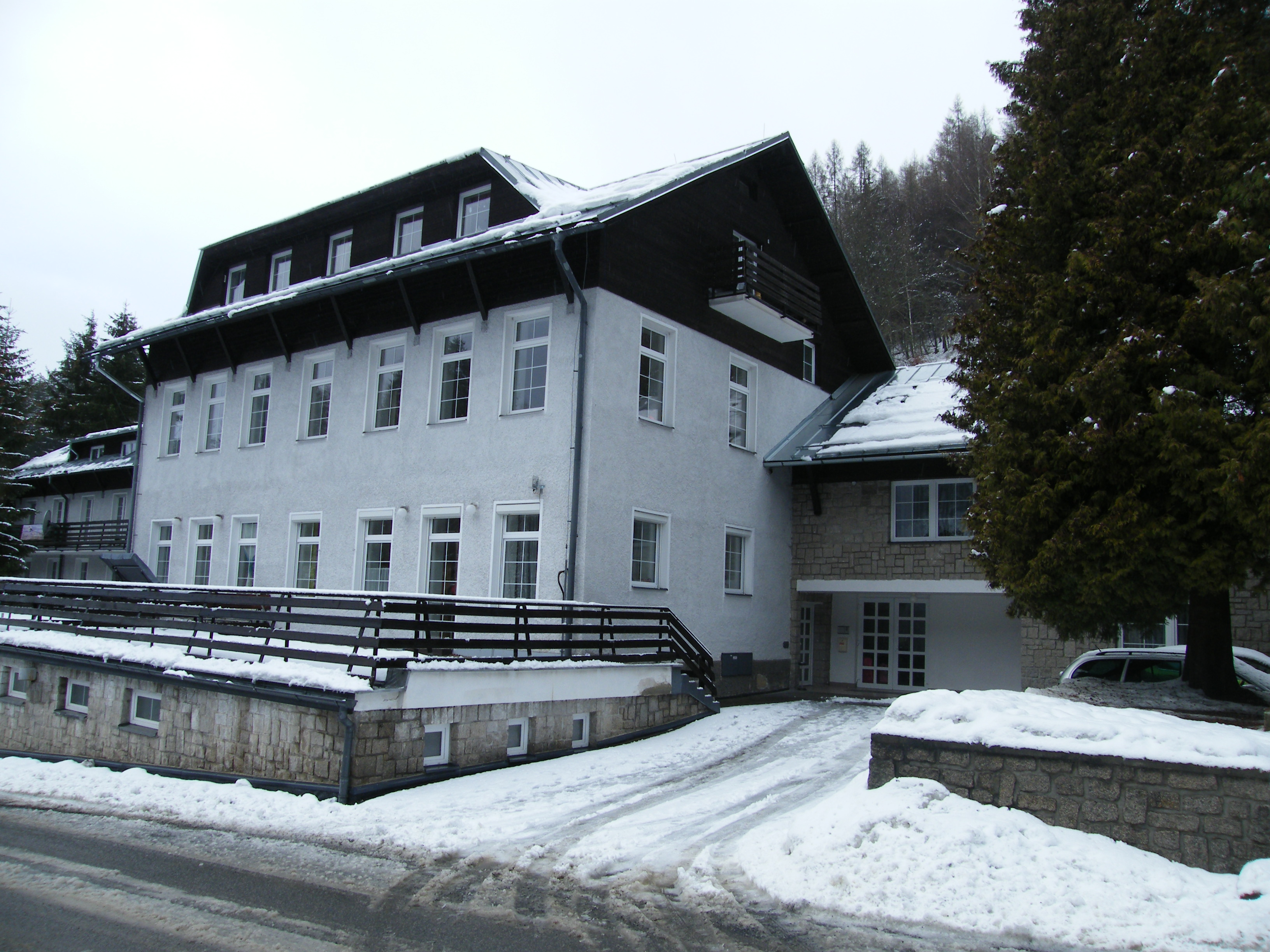
Apartmány Buřanka
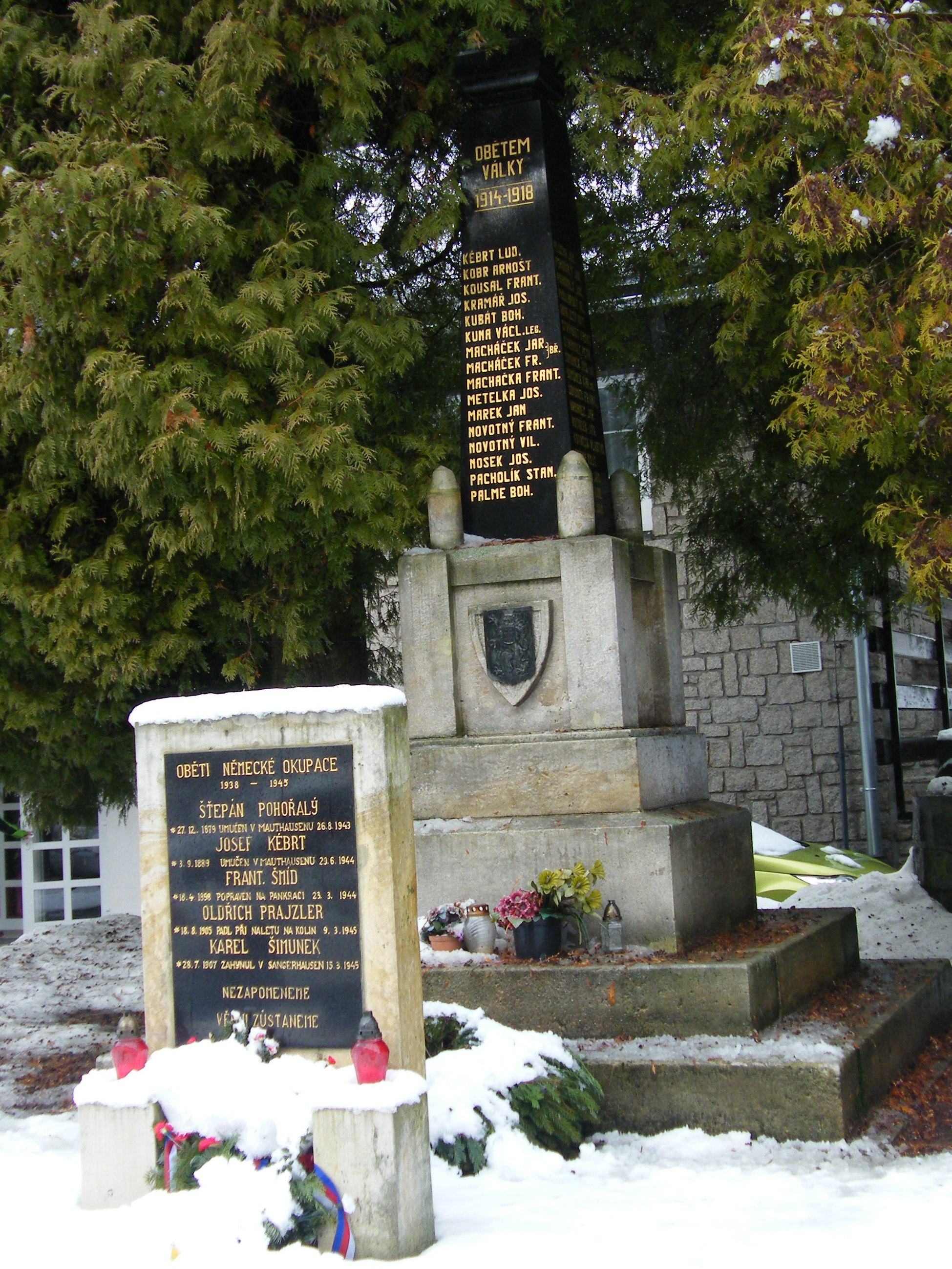
Památník obětem první a druhé světové války